# 欧亚运河
欧亚运河（俄语：Канал Евразия）是一个提议中的连接黑海和里海的运河，运河计划通过庫馬─馬內奇盆地。该运河相对伏爾加-頓河運河提供了更短的距离。

## 概述
俄罗斯驻哈萨克斯坦大使博恰尔尼科夫於2007年10月22日在哈萨克首都阿斯塔纳表示俄罗斯支持修建连接里海与黑海的水路运输通道。博恰尔尼科夫说，修建连接里海与黑海的水路运输通道意义重大，将为里海沿岸国家开辟一个通向世界的出海口，亦有助于推进里海周围国家的合作。